# Liste des ponts de Liège

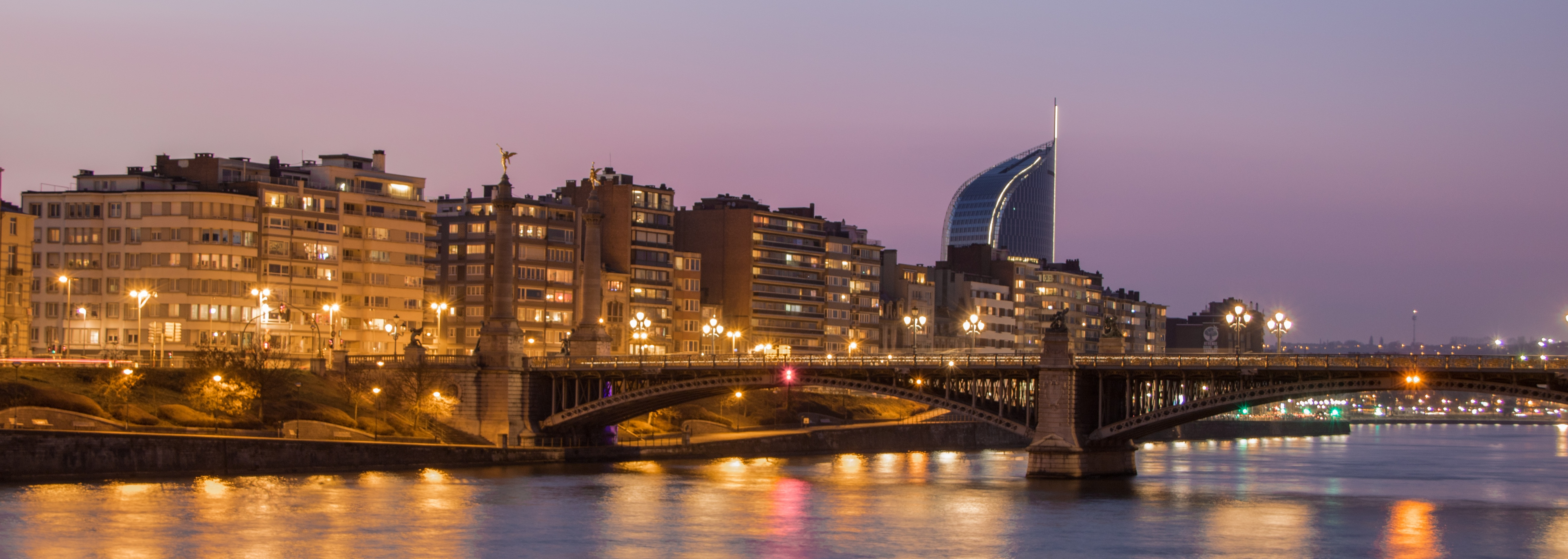
Le pont de Fragnée à Liège.

La ville de Liège comporte de nombreux ponts, essentiellement au-dessus de la Meuse et de la Dérivation. Ci-dessous les ponts présents sur le territoire de la commune de Liège de l'amont vers l'aval.

## Ponts sur la Meuse
| n° | Nom                           | Longueur | Type du pont | Route/ ligne ferroviaire | Année | Classement                                           | Géolocalisation                   | Image |
| -- | ----------------------------- | -------- | ------------ | ------------------------ | ----- | ---------------------------------------------------- | --------------------------------- | ----- |
| 1  | Pont d'Ougrée                 |          |              |                          | 1968  |                                                      | 50° 36′ 26,74″ N, 5° 32′ 37,54″ E |       |
| 2  | Pont-rails de Renory          |          |              | Ligne 36A                | 1930  |                                                      | 50° 36′ 25,76″ N, 5° 33′ 27,91″ E |       |
| 3  | Pont du Pays de Liège         | 162 m    |              | - E 25                   | 2000  |                                                      | 50° 36′ 58,8″ N, 5° 34′ 44,3″ E   |       |
| 4  | Pont-rails du Val-Benoît      |          |              | Ligne 37                 | 1945  |                                                      | 50° 37′ 01,79″ N, 5° 34′ 46,39″ E |       |
| 5  | Pont de Fragnée               | 177,6 m  |              |                          | 1905  | Patrimoine exceptionnel (2013, no 62063-PEX-0021-02) | 50° 37′ 15,22″ N, 5° 34′ 45,69″ E |       |
| 6  | Passerelle La Belle Liégeoise | 163 m    |              |                          | 2016  |                                                      | 50° 37′ 41,74″ N, 5° 34′ 27,7″ E  |       |
| 7  | Pont Albert 1er               | 170 m    |              |                          | 1957  |                                                      | 50° 37′ 57,02″ N, 5° 34′ 23,22″ E |       |
| 8  | Pont Kennedy                  | 120 m    |              |                          | 1960  |                                                      | 50° 38′ 16,81″ N, 5° 34′ 36,98″ E |       |
| 9  | Passerelle Saucy              | 52 m     |              |                          | 1949  |                                                      | 50° 38′ 28,37″ N, 5° 34′ 40,75″ E |       |
| 10 | Pont des Arches               |          |              |                          | 1947  |                                                      | 50° 38′ 36,8″ N, 5° 34′ 43,76″ E  |       |
| 11 | Pont Maghin                   |          |              |                          | 1952  |                                                      | 50° 38′ 46,65″ N, 5° 35′ 08,64″ E |       |
| 12 | Pont Atlas                    |          |              |                          | 1947  |                                                      | 50° 38′ 56,07″ N, 5° 36′ 07,61″ E |       |
| 13 | Pont-barrage de Monsin        |          |              |                          | 1930  |                                                      | 50° 39′ 05,89″ N, 5° 37′ 50,63″ E |       |
| 14 | Pont-rails Monsin             |          |              | Ligne 214                | 1935  |                                                      | 50° 39′ 08,2″ N, 5° 38′ 18,28″ E  |       |
| 15 | Pont de Wandre                | 527,09 m |              |                          | 1989  | Patrimoine exceptionnel (2013, no 62051-PEX-0001-02) | 50° 40′ 25,51″ N, 5° 38′ 36,9″ E  |       |
| 16 | Viaduc de Herstal             | 820 m    |              | - E 40                   | 1960  |                                                      | 50° 40′ 55,62″ N, 5° 39′ 12,97″ E |       |

## Ponts sur la Dérivation
| n° | Nom               | Longueur | Type du pont | Route/ ligne ferroviaire | Année | Classement | Géolocalisation                   | Image |
| -- | ----------------- | -------- | ------------ | ------------------------ | ----- | ---------- | --------------------------------- | ----- |
| 1  | Passerelle Mativa | 80 m     |              |                          | 1905  |            | 50° 37′ 29,8″ N, 5° 34′ 45,04″ E  |       |
| 2  | Pont des Vennes   | 93 m     |              |                          | 1976  |            | 50° 37′ 46,48″ N, 5° 34′ 41,56″ E |       |
| 3  | Pont de Huy       | 82 m     |              | N610c                    | 1953  |            | 50° 37′ 58,14″ N, 5° 34′ 38,97″ E |       |
| 4  | Pont du Longdoz   |          |              |                          | 1976  |            | 50° 38′ 12,21″ N, 5° 34′ 45,42″ E |       |
| 5  | Pont d'Amercœur   |          |              |                          | 1981  |            | 50° 38′ 16,76″ N, 5° 35′ 14,43″ E |       |
| 6  | Pont de Bressoux  | 163 m    |              |                          | 1981  |            | 50° 38′ 31,8″ N, 5° 35′ 27,87″ E  |       |
| 7  | Pont Biais        | 170 m    |              |                          | 1976  |            | 50° 38′ 50,71″ N, 5° 36′ 00,7″ E  |       |
| 8  | Pont Atlas        |          |              |                          | 1947  |            | 50° 38′ 53,6″ N, 5° 36′ 09,2″ E   |       |

## Ponts sur l'Ourthe
| n° | Nom                                                           | Longueur | Type du pont | Route/ ligne ferroviaire | Année | Classement                                     | Géolocalisation                   | Image |
| -- | ------------------------------------------------------------- | -------- | ------------ | ------------------------ | ----- | ---------------------------------------------- | --------------------------------- | ----- |
| 1  | Pont-barrage de Colonster                                     |          |              |                          |       |                                                | 50° 35′ 13,65″ N, 5° 35′ 22,16″ E |       |
| 2  | Viaduc de Streupas                                            |          |              | N609                     |       |                                                | 50° 35′ 43,08″ N, 5° 35′ 26,09″ E |       |
| 3  | Pont du RAvel                                                 |          |              |                          |       |                                                | 50° 35′ 51,81″ N, 5° 35′ 30,27″ E |       |
| 4  | Pont du quai Saint-Paul de Sinçay                             |          |              |                          |       |                                                | 50° 36′ 05,68″ N, 5° 36′ 13,25″ E |       |
| 5  | Pont de Sauheid                                               |          |              | - E 25                   |       |                                                | 50° 36′ 19,12″ N, 5° 36′ 30,09″ E |       |
| 6  | Pont ferroviaire de la rue Denis-Lecocq                       |          |              | LGV 3                    |       |                                                | 50° 36′ 32,52″ N, 5° 36′ 44,91″ E |       |
| 7  | Passerelle RAVeL de la rue Denis-Lecocq                       |          |              |                          |       |                                                | 50° 36′ 32,99″ N, 5° 36′ 44,96″ E |       |
| 8  | Pont de la rue Denis-Lecocq (également appelé pont d'Angleur) |          |              |                          |       |                                                | 50° 36′ 33,33″ N, 5° 36′ 45,2″ E  |       |
| 9  | Pont des Grosses Battes                                       |          |              |                          |       |                                                | 50° 36′ 54,11″ N, 5° 36′ 04,99″ E |       |
| 10 | Pont de Belle-Île                                             |          |              |                          | 1994  |                                                | 50° 37′ 04,47″ N, 5° 35′ 30,9″ E  |       |
| 11 | Pont de Namur                                                 | 150 m    |              | Ligne 40                 |       |                                                | 50° 37′ 12,68″ N, 5° 35′ 11,17″ E |       |
| 12 | Pont de Fétinne                                               |          |              |                          | 1905  | Patrimoine classé (1994, no 62063-CLT-0165-01) | 50° 37′ 18,34″ N, 5° 34′ 54,98″ E |       |
| 13 | Pont Gramme                                                   |          |              |                          |       |                                                | 50° 37′ 20,41″ N, 5° 34′ 51,08″ E |       |

## Ponts sur le canal Albert
- Pont Marexhe 50° 39′ 17,16″ N, 5° 37′ 21,23″ E
- Pont de Milsaucy 50° 39′ 59,12″ N, 5° 38′ 23,34″ E
- Pont de Wandre 50° 40′ 28,84″ N, 5° 38′ 33,81″ E

## Ponts sur le canal de l'Ourthe
- Porte de garde à Angleur 50° 36′ 41,05″ N, 5° 36′ 42,8″ E
- Pont des Grosses Battes 50° 36′ 54,11″ N, 5° 36′ 04,99″ E
- Pont 50° 36′ 52,06″ N, 5° 36′ 00,93″ E
- Passerelle des Aguesses 50° 36′ 55″ N, 5° 35′ 24,94″ E
- Pont Marcotty 50° 36′ 58,9″ N, 5° 35′ 17,21″ E
- Ponts ferroviaires 50° 37′ 04,29″ N, 5° 35′ 08,6″ E
- Pont quai Joseph Wauters 50° 37′ 10,02″ N, 5° 34′ 52,03″ E

## Ponts sur la Vesdre
- Pont TGV de Chênée 50° 36′ 17,01″ N, 5° 37′ 37,18″ E
- Pont de Lhoneux 50° 36′ 35,82″ N, 5° 37′ 09,93″ E
- Pont 50° 36′ 37,26″ N, 5° 36′ 54,7″ E
- Pont de Chênée 50° 36′ 40,94″ N, 5° 36′ 50,66″ E

## Autres
- Pont de l'Observatoire 50° 37′ 34,2″ N, 5° 33′ 49,61″ E
- Passerelle de la Principauté 50° 38′ 46,23″ N, 5° 34′ 17,09″ E
- Passerelle des Tilleuls 50° 37′ 00,61″ N, 5° 34′ 30,52″ E
- Passerelle des Chiroux 50° 38′ 20″ N, 5° 34′ 25,73″ E
- Pont de la route du Condroz 50° 36′ 35,96″ N, 5° 35′ 02,69″ E
- Passerelle RAVeL au Pont Atlas 50° 38′ 59,59″ N, 5° 36′ 04,85″ E
- Pont du Bouhay 50° 38′ 38,22″ N, 5° 36′ 37,59″ E

## Pont ferroviaire
- Pont ferroviaire sur la rue Garde-Dieu 50° 37′ 07,74″ N, 5° 35′ 09,49″ E
- Pont ferroviaire de l'avenue du Luxembourg 50° 37′ 20,71″ N, 5° 35′ 12,31″ E
- Pont ferroviaire de la rue des Vennes 50° 37′ 33,5″ N, 5° 35′ 10,37″ E
- Pont ferroviaire sur le boulevard de Laveleye 50° 37′ 27,05″ N, 5° 35′ 11,38″ E
- Pont ferroviaire sur le boulevard Raymond Poincaré 50° 37′ 42,46″ N, 5° 35′ 10,65″ E
- Pont ferroviaire sur la rue Haute-Wez 50° 37′ 48,76″ N, 5° 35′ 18,18″ E
- Pont ferroviaire sur la rue du Beau Mur 50° 37′ 45,8″ N, 5° 35′ 13,77″ E
- Pont ferroviaire sur l'impasse du Chéra 50° 37′ 50,97″ N, 5° 35′ 20,73″ E
- Pont ferroviaire sur la rue d'Amercoeur 50° 38′ 07,89″ N, 5° 35′ 29,18″ E
- Pont ferroviaire sur la rue des Maraîchers 50° 38′ 19,63″ N, 5° 35′ 43,78″ E

## Voies d'eau
- Meuse
  - Canal de l'Ourthe
  - Ourthe
    - Vesdre

  - Légia
- Dérivation (tunnel sous la Dérivation)
- Canal Albert